# Scrophularia kabadianensis
Scrophularia kabadianensis är en flenörtsväxtart som beskrevs av L. Fedtsch.. Scrophularia kabadianensis ingår i släktet flenörter, och familjen flenörtsväxter. Inga underarter finns listade i Catalogue of Life.